# Zona di Brillouin

Prima zona di Brillouin di due reticoli bidimensionali

In fisica dello stato solido, si chiama  prima zona di Brillouin la cella di Wigner-Seitz del reticolo reciproco.

Preso un qualsiasi punto del reticolo di Bravais come in figura, il contorno della zona di Brillouin si ottiene tracciando la bisettrice delle linee congiungenti i primi vicini nel reticolo reciproco. In tre dimensioni alle rette bisettrici si sostituiscono i piani bisettori.
La zona di Brillouin può anche essere definita come la regione di spazio k che può essere raggiunta dall'origine non attraversando nessuno dei piani definiti dalla legge di Bragg.
Si definiscono inoltre la seconda, la terza e le successive zone di Brillouin, corrispondenti ad una sequenza di zone nello spazio reciproco non sovrapposte ed a maggior distanza dall'origine: la n-sima zona di Brillouin consiste nella regione di spazio che si ottiene attraversando n − 1 piani definiti dalla legge di Bragg. Tali zone hanno un interesse minore, per questa ragione con "zona di Brillouin" si identifica la prima.
L'importanza della prima zona di Brillouin dipende dalla descrizione mediante funzioni di Bloch delle onde in un mezzo periodico, in tale rappresentazione si trova che le soluzioni possono essere completamente caratterizzate dal loro comportamento in una sola zona di Brillouin.
Essendo il reticolo reciproco di un reticolo cubico semplice ancora un reticolo cubico, la zona di Brillouin di un reticolo cubico è un cubo. Al contrario essendo il reticolo reciproco del cubico a corpo centrato un reticolo cubico a facce centrate la prima zona di Brilluoin è un dodecaedro rombico. Mentre per un reticolo cubico a facce centrate il reticolo reciproco è cubico a corpo centrato quindi la prima zona di Brillouin è un ottaedro tronco.

## Punti critici

Prima zona di Brillouin di un reticolo fcc in cui sono indicati i punti critici con la nomenclatura convenzionale

Molti punti di elevata simmetria nella prima zona di Brillouin sono di particolare interesse, tali punti sono detti punti critici. Sono nel seguito indicati i simboli con cui vengono convenzionalmente identificati.
| Simbolo                 | Descrizione                                                                   |
| ----------------------- | ----------------------------------------------------------------------------- |
| Γ                       | Centro della prima zona di Brillouin                                          |
| Cubo semplice           |                                                                               |
| M                       | Centro di uno spigolo                                                         |
| R                       | Vertice                                                                       |
| X                       | Centro di una faccia                                                          |
| Cubico a facce centrate |                                                                               |
| K                       | Metà di un bordo di congiunzione di due facce esagonale                       |
| L                       | Centro di una faccia esagonale                                                |
| U                       | Metà di uno spigolo che unisce una faccia esagonale e una quadrata            |
| W                       | Vertice                                                                       |
| X                       | Centro di una faccia quadrata                                                 |
| Cubico a corpo centrato |                                                                               |
| H                       | Vertice che unisce quattro spigoli                                            |
| N                       | Centro di una faccia                                                          |
| P                       | Vertice che unisce tre spigoli                                                |
| Esagonale               |                                                                               |
| A                       | Centro di una faccia esagonale                                                |
| H                       | Vertice                                                                       |
| K                       | Metà di uno spigolo che unisce due facce rettangolari                         |
| L                       | Metà di uno spigolo che unisce due facce una rettangolare e l'altra esagonale |
| M                       | Centro di una faccia rettangolare                                             |